# Babensham
Babensham ist eine Gemeinde im oberbayerischen Landkreis Rosenheim.

## Geografie

### Lage
Die Gemeinde liegt fünf Kilometer nordöstlich von Wasserburg am Inn, 20 km südlich von Kraiburg am Inn, 26 km westlich von Trostberg, 43 km nordwestlich von Traunstein, 22 km nördlich von Bad Endorf, 32 km nordöstlich von Rosenheim, 25 km östlich von Ebersberg sowie 56 km von der Landeshauptstadt München entfernt.

### Gemeindegliederung
Es gibt 78 Gemeindeteile:
- Allersing
- Altbabensham
- Babensham
- Bach
- Bärnham
- Bergham
- Blaufeld
- Brudersham
- Dobl
- Edenkling
- Eiding
- Ernst
- Gehetsberg
- Gissübl
- Griesmeier
- Guggenberg
- Gumpertsham
- Haderloh
- Herbstham
- Hinterleiten
- Hinterstetten
- Höllhäusl
- Holzen
- Holzwimm
- Hopfgarten
- Imstetten
- Irlham
- Kainöd
- Kematen
- Kernpoint
- Kirchloibersdorf
- Kling
- Kohlgrub
- Landenham
- Loibersdorf
- Mernham
- Moosen
- Mühlberg
- Nemeden
- Neudeck
- Oberbierwang
- Obermühle
- Oberthalham
- Odelsham
- Penzing
- Pertlsham
- Punzenpoint
- Puttenham
- Rauschwaltlham
- Reichertsham
- Rieden
- Riepertsham
- Sagerer
- Sankt Leonhard
- Schambach
- Schellenberg
- Schönberg
- Seehäusl
- Sicking
- Sillerding
- Stadl
- Stadlern
- Stettberg
- Stöcher
- Straßloh
- Stürzlham
- Thalham
- Titlmoos
- Tosberg
- Tötzham
- Troitsham
- Voglsang
- Walterstetten
- Warmeding
- Weikertsham
- Wies
- Windgrad
- Würmertsham

### Natur
Folgende Schutzgebiete berühren das Gemeindegebiet:
- Naturschutzgebiet Irlhamer Moos  (NSG-00059.01)
- Landschaftsschutzgebiet Schutz der „Äußeren Lohe“ westlich des Penzinger Sees (zwischen den Ortschaften Neudeck und Penzing, Landkreis Wasserburg) (LSG-00025.01)
- Landschaftsschutzgebiet Schutz von Landschaftsteilen um den Penzinger See (LSG-00101.01)
- Fauna-Flora-Habitat-Gebiet Moore um Wasserburg (7939-371)
- Fauna-Flora-Habitat-Gebiet Innauen und Leitenwälder (7939-301)
- Geotop Erratischer Block Bräundlstein (187R006)

## Geschichte

### Bis zur Gemeindegründung
Nahe Reichertsham gibt es eine Ansammlung von drei Grabhügeln. Ihr genaues Alter ist nicht bekannt, wahrscheinlich stammen sie aber aus der Hallstattzeit.
Der Ort Babensham wurde als Papinesheimon erstmals um 924 als Besitz des Erzstifts Salzburg urkundlich erwähnt. Der Ort gehörte lange Zeit zum Landgerichtsbezirk Kling.
Im Jahre 1255 wurde Penzing das erste Mal urkundlich erwähnt. Das heute zu Babensham zählende Penzing war Sitz einer geschlossenen Hofmark der Grafen von Arco. Graf Philipp von Arco besaß die Hofmark Penzing bis 1781. Dann kaufte der Bürgermeister Franz Xaver Mooshammer von Burghausen den Sitz Penzing.
Das Land- und Pfleggericht Kling wurde 1803/1808 aufgelöst und größtenteils dem Landgericht Trostberg zugeschlagen. Babensham und auch Kling, Loibersdorf, Penzing, Titlmoos und Schambach wurden im Zuge der Verwaltungsreformen in Bayern 1818 selbstständige politische Gemeinden.

### Eingemeindungen
Anlässlich der Gebietsreform wurde am 1. Juli 1970 die Gemeinde Penzing nach Babensham eingegliedert. Am 1. Januar 1971 kam Schambach hinzu. Kling (mit dem 1857 eingemeindeten Loibersdorf und dem am 1. April 1971 eingegliederten Titlmoos) folgte am 1. Januar 1980. Vom Mai 1978 bis Dezember 1979 hatte die Verwaltungsgemeinschaft Eiselfing mit den Mitgliedsgemeinden Babensham, Kling und Eiselfing bestanden.

### Einwohnerentwicklung
Zwischen 1988 und 2018 wuchs die Gemeinde von 2392 auf 3136 um 744 Einwohner bzw. um 31,1 %.

## Politik

### Gemeinderat
Der Gemeinderat besteht aus dem Ersten Bürgermeister Josef Huber und 16 Gemeinderatsmitgliedern.
|                      | 2020 | 2014 | 2008 | 2002 |
| -------------------- | ---- | ---- | ---- | ---- |
| Sitze insgesamt      | 16   | 14   | 14   | 14   |
| WG Babensham         | 9    | 8    | 10   | 10   |
| WG Kling             | 4    | 4    | 4    | 4    |
| Bürger für Babensham | 3    | 2    | -    | -    |

### Bürgermeister
| Amtszeit | Erster Bürgermeister       | Zweiter Bürgermeister         | Dritter Bürgermeister           |
| –2020    | Josef Huber (WG Babensham) | Martin Manhart (WG Babensham) | –                               |
| 2020–    | Josef Huber (WG Babensham) | Paul Wimmer (WG Kling)        | Josef Hintermayr (WG Babensham) |

### Wappen
| | Blasonierung: „Gespalten von Silber und Blau, vorne ein schwarzer, rot bezungter Löwe mit einem roten Schwert in den Pranken, hinten ein herschauender silberner Löwe.“ |
| Wappenbegründung: Der schwarze Löwe ist aus dem Wappen des Erzstifts Salzburg übernommen und erinnert an die engen Beziehungen der Gemeinde zum Erzbischof von Salzburg vor allem im Mittelalter. Babensham wird schon 924 als Salzburger Besitz genannt. Der herschauende Löwe im hinteren Feld stammt aus dem Familienwappen der Grafen von Lodron, die von 1639 bis 1747 die im Gemeindegebiet gelegene Hofmark Penzing in Besitz hatten. Die Spaltung des Schildes von Silber und Blau, den Farben der Wittelsbacher, und das rote Schwert (Richterschwert) in den Pranken des vorderen Löwen versinnbildlichen die Tatsache, dass der zur Gemeinde gehörende Ort Kling vom ausgehenden 13. bis Ende des 18. Jahrhunderts Sitz eines herzoglich- bzw. kurfürstlich-bayerischen Landgerichts war. Das Schwert stellt eine weitere Verbindung zu der bis 1970 selbstständigen Gemeinde Penzing her. In deren 1965 angenommenem Wappen symbolisierte ein blaues Schwert sowohl den Kirchenpatron Sankt Martin als auch die militärischen Anlagen der neueren Zeit. Wappenführung Seit 1981 | |

## Baudenkmäler
- Schloss Kling
- Schloss Penzing
- Katholische Pfarrkirche St. Martin in Babensham
- Filialkirche St. Peter in Kirchloibersdorf
- Filialkirche St. Pauli Bekehrung in Titlmoos
- Filialkirche St. Ulrich in Sandern
- Filial- und Wallfahrtskirche in St. Leonhard

## Verkehr
Babensham ist über die Staatsstraße 2092 an das regionale Verkehrsnetz angebunden und wurde im Jahr 2011 durch den Bau einer Ortsumfahrung entlastet. Durch die Buslinien 7521 und 7702 bestehen Verbindungen nach Wasserburg am Inn, Gars am Inn, Waldkraiburg und Soyen.

## Söhne und Töchter der Gemeinde
- Martin Näbauer (1879–1950), Geodät und Hochschullehrer an der TH München
- Jakob Fischbacher (1886–1972), Politiker (Bayernpartei), MdL, Partei- (1952/53) und Fraktionsvorsitzender (1952–1960).
- Lorenz Oberlinner (* 1942), römisch-katholischer Theologe